# Piz Mandra
Piz Mandra är en bergstopp i Schweiz.   Den ligger i regionen Maloja och kantonen Graubünden, i den östra delen av landet, 200 km öster om huvudstaden Bern. Toppen på Piz Mandra är 3 091 meter över havet, eller 74 meter över den omgivande terrängen. Bredden vid basen är 0,53 km. Piz Mandra ingår i Bernina.
Terrängen runt Piz Mandra är huvudsakligen bergig, men österut är den kuperad. Närmaste större samhälle är St. Moritz, 8,2 km nordväst om Piz Mandra. 
Trakten runt Piz Mandra är permanent täckt av is och snö. Runt Piz Mandra är det glesbefolkat, med 17 invånare per kvadratkilometer.